# Barbara Anczyc
Barbara Anczyc, z domu Hrehorowicz (ur. 1800 w Wilnie, zm. 28 listopada 1891 w Krakowie) – polska aktorka.
Była córką Tomasza i Heleny Hrehorowiczów aktorów teatru wileńskiego. Zadebiutowała w 1807 i występowała w teatrze wileńskim w rolach dziecięcych. W 1816 zagrała pierwszą dorosła rolę, Eweliny, w operze Familia szwajcarska.
19 stycznia 1819 wyszła za mąż za aktora Zygmunta Anczyca i pod tej pory występowała pod jego nazwiskiem. W 1821 porzuciła scenę, a następnie, około 1825, przeniosła się do Krakowa, gdzie zajmowała się działalnością filantropijną.
Była matką siedmiorga dzieci, w tym aktorki Bronisławy Anczyc (ur. 1830) i pisarza, Władysława Ludwika Anczyca (ur. 1823).
Pochowana w grobowcu rodzinnym na cmentarzu Rakowickim.